# Trithemis bifida
Trithemis bifida é uma espécie de libelinha da família Libellulidae.
Pode ser encontrada nos seguintes países: República Democrática do Congo, Costa do Marfim, Quénia, Serra Leoa, Zâmbia, Zimbabwe e possivelmente em Tanzânia.
Os seus habitats naturais são: florestas subtropicais ou tropicais húmidas de baixa altitude e rios.